# Gregor Erbežnik
Gregor Erbežnik detto Grega (...) è un politico, imprenditore ed ex sciatore alpino sloveno che gareggiò per la nazionale jugoslava.

## Biografia

### Carriera sciistica
Erbežnik vinse il titolo nazionale jugoslavo nella combinata nel 1982; non prese parte a rassegne olimpiche o iridate e non ottenne risultati di rilievo in Coppa del Mondo.

### Carriera imprenditoriale e politica
Dopo il ritiro è divenuto imprenditore nel settore commerciale, in società con Jure Košir (a sua volta ex sciatore sloveno) e nel 2021 è stato tra i fondatori del partito politico Movimento Libertà (all'epoca "Partito d'Azione Verde"), divenendone il primo vicepresidente.

## Palmarès

### Campionati jugoslavi
- 1 oro (combinata nel 1982)[3]